# Grevinnans Rå
Grevinnans Rå este o arie protejată (arie specială de conservare — SAC, sit de importanță comunitară — SCI) din Suedia întinsă pe o suprafață de 22,4 ha, integral pe uscat.

## Localizare
Centrul sitului Grevinnans Rå este situat la coordonatele 59°39′34″N 18°38′00″E / 59.6594°N 18.6334°E.

## Înființare
Situl Grevinnans Rå a fost declarat sit de importanță comunitară în iunie 2001 pentru a proteja un număr necunoscut de specii din flora spontană și fauna sălbatică aflate în arealul zonei. Situl a fost protejat și ca arie specială de conservare în martie 2011.

## Biodiversitate
Situată în ecoregiunea boreală, aria protejată conține 2 habitate naturale: Taiga vestică, Păduri caducifoliate de mlaștină fino-scandinave.
La baza desemnării sitului se află un număr nedeclarat de specii protejate.